# Beaumont-lès-Randan
 Beaumont-lès-Randan  es una población y comuna francesa, situada en la región de Auvernia, departamento de Puy-de-Dôme, en el distrito de Riom y cantón de Randan.

## Demografía
| 195 | 188 | 167 | 176 | 157 | 192 |
| Para los censos de 1962 a 1999 la población legal corresponde a la población sin duplicidades (Fuente: INSEE [Consultar]) |     |     |     |     |     |